# André de Montalembert
André de Montalembert (1483 – Thérouanne, 1553) è stato un militare francese del XVI secolo. Signore d'Essé, da ragazzo combatté nelle guerre d'Italia e venne scelto da Francesco I come uno dei suoi tre fratelli-in-arme nel 1520 presso il campo del Drappo d'Oro nei tornei con Enrico VIII.

## Biografia
Nel 1542 venne inviato a Costantinopoli per accertarsi dell'offensiva ottomana nel contesto dell'alleanza franco-ottomana, ma scoprì che Solimano, in parte sotto l'effetto anti-alleanza di Hadım Suleiman Pascià, non era disposto ad inviare un esercito per quell'anno, promettendo di inviare un esercito, due volte più forte, l'anno successivo, nel 1543.
Nel 1548, fu inviato, alla testa di 6 000 uomini, in Scozia per sostenere il Regent Arran contro l'Inghilterra negli eventi conosciuti come "The Rough Wooing". Lì divenne noto come d'Essé, luogotenente generale dell'esercito e della marina. D'Essé intervenne con un discorso al Parlamento scozzese di Haddington il 7 luglio 1548, proponendo il matrimonio di Mary, Queen of Scots con il Delfino di Francia, e d'Oysel, ambasciatore francese, accettò l'approvazione unanime. Haddington fu occupata e fortificata dagli inglesi e d'Esse pose l'assedio. Nell'ottobre 1548 subì un rovescio per un attacco fallito nella notte sulla città. Fu sollevato da Haddington e sostituito da Paul de la Barthe, sieur de Termes. Un notevole successo per d'Esse fu la conquista di Inchkeith il 20 giugno 1549. Tornò a Parigi in trionfo, a luglio, con sette bandiere inglesi catturate al nemico. Per i suoi servigi in Scozia, d'Essé venne fatto cavaliere dell'Ordine di San Michele.
Morì all'assedio di Thérouanne nel 1553.